# Presseishügel

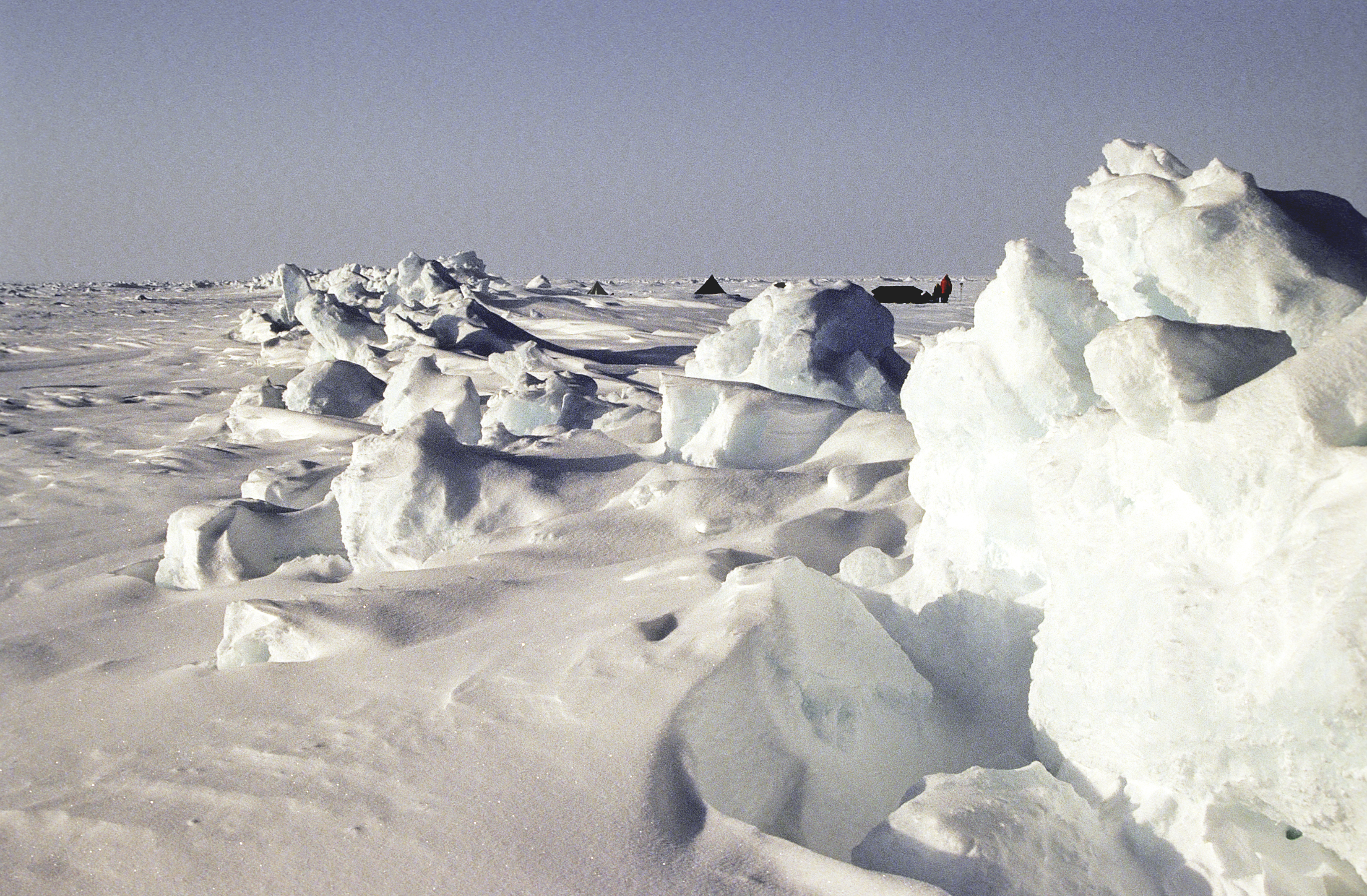
Am geographischen Nordpol hat sich ein frischer Presseisrücken gebildet. 17. April 1990

Presseishügel (engl. Hummock) und Presseisrücken (engl. pressure ridge) werden Erhebungen im Packeis genannt, die durch seitlichen Druck an der Kontaktstelle zwischen zwei oder mehreren Eisschollen aufgetürmt werden. Sie können frisch oder schon verwittert sein. Presseisrücken unterscheiden sich von Presseishügeln durch ihre längliche, wallartige Form. Der über dem Wasser liegende Teil eines Presseisrückens heißt Segel, der unter dem Wasser Kiel bzw. Eiskiel. Das nach unten gedrückte Eisvolumen eines Hummocks wird Steiß oder englisch Bummock genannt.
Die Presseishügel und -rücken entstehen, wenn Meeresströmungen und Winde Druck auf das Packeis ausüben und es zusammenpressen. Diesen Prozess der Bildung von Presseisrücken nennt man Aufpressen (engl. ridging). Eine dritte Form der Eisdeformation, das rafted ice, entsteht, wenn sich durch den Druck Teile von Eisschollen auf andere schieben. Die Hügel haben eine durchschnittliche oberirdische Höhe von ein bis zwei Metern. Presseisrücken ragen in der Arktis meist 10–25 Meter, maximal 50 Meter in die Tiefe, in der Antarktis sind sie meist weniger als 6 Meter tief.
In Küstennähe sind es meist die Kiele der Presseisrücken, die – am Meeresboden verankert – einen Wall bilden, der die Drift von Meereis aus dem Umkreis der Festeiszone verhindert. Laufen Bummocks und Kiele auf Grund, wenn sie in flaches Wasser getrieben werden, können sie in Sedimenten, die den Meeresboden bilden, metertiefe Auskolkungen und Abschürfungen hinterlassen. Diesen Prozess nennt man ice scouring. Auch auf dem Mars wurden Spuren entdeckt, die möglicherweise durch ice scouring entstanden sind. Schmilzt im Sommer das dünnere Meereis um eine Presseiserhebung, dann kann diese wie eine Insel übrigbleiben und auch so aussehen, besonders, wenn sich Schlamm oder Algen im Eis angesammelt haben. Solche verankerten Presseisrelikte heißen Stamukha.
Die Erhebungen geben dem Packeis seine charakteristische Erscheinung: weite, ebene Eisflächen, durchzogen von zahlreichen langen Miniaturgebirgen. Presseisrücken können sich über viele hundert Meter hinweg erstrecken. Schwere Presseisrücken in mehrjährigem Eis, die aus mehrfach zusammengefrorenen Blöcken bestehen, sogenanntes konsolidierte Rücken, machen etwa 40 % der Masse des arktischen Meereises aus. Sie sind einer der Gründe für die erschwerte Fortbewegung in der Arktis und Antarktis und stellen für Eisbrecher ein erhebliches Hindernis dar.
Hummock-ähnliche Formen können auch bei Schuttströmen entstehen, z. B. im Ablagerungsgebiet von vulkanischen Trümmerlawinen.